# Cephonodes kingii
Cephonodes kingii (tên tiếng Anh: Gardenia Bee Hawk) là một loài bướm đêm thuộc họ Sphingidae. Nó được tìm thấy ở miền bắc two thirds của Úc.
Sải cánh dài khoảng 40 mm.
Ấu trùng ăn Gardenia jasminoides, Canthium attenuatum, Canthium coprosmoides, Canthium odoratum, Canthium oleifolium, Gardenia ovularis, Gardenia ochreata, Pavetta australiensis, Medicago sativa và Citrus limon.

## Beschrijving

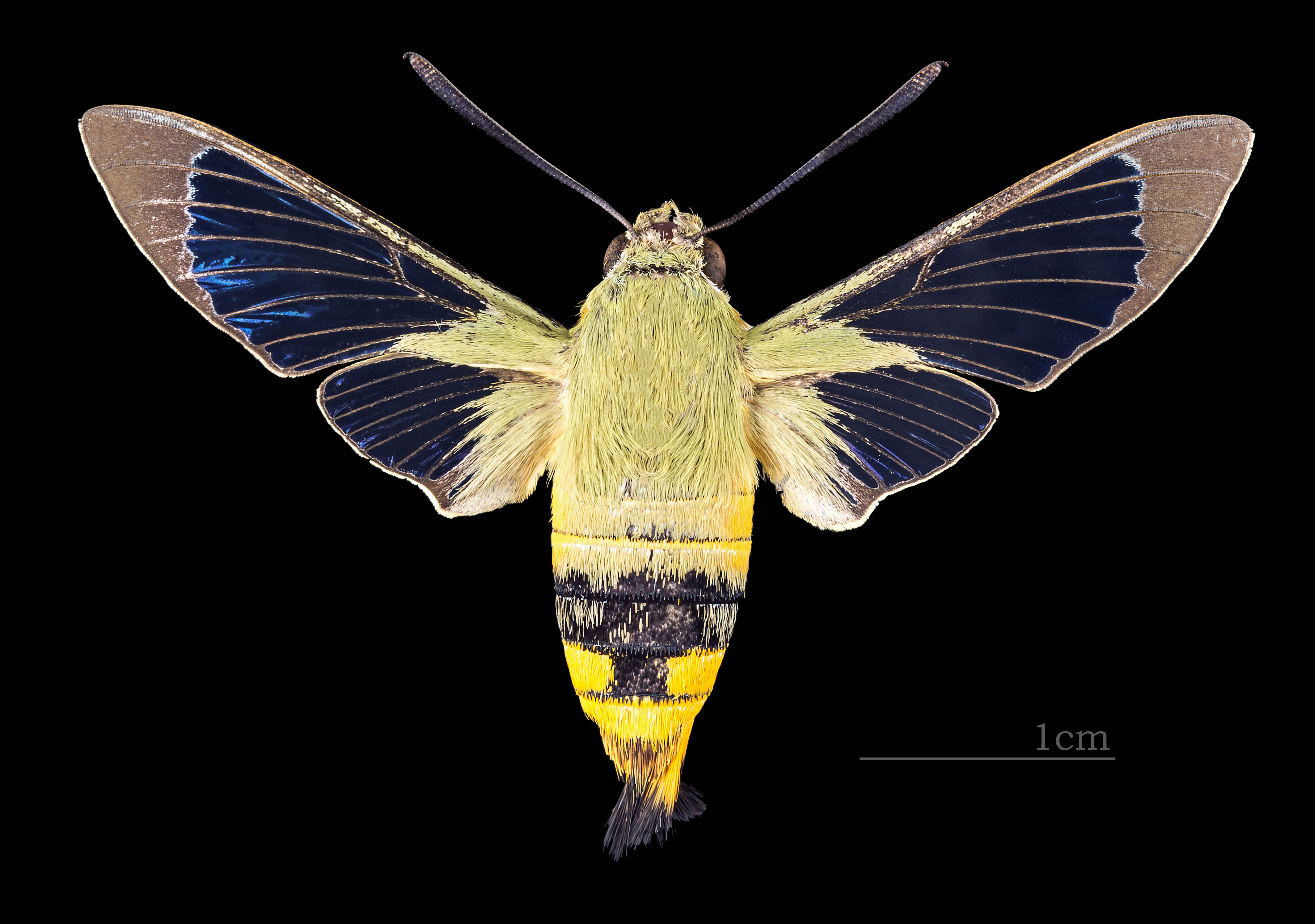
♀
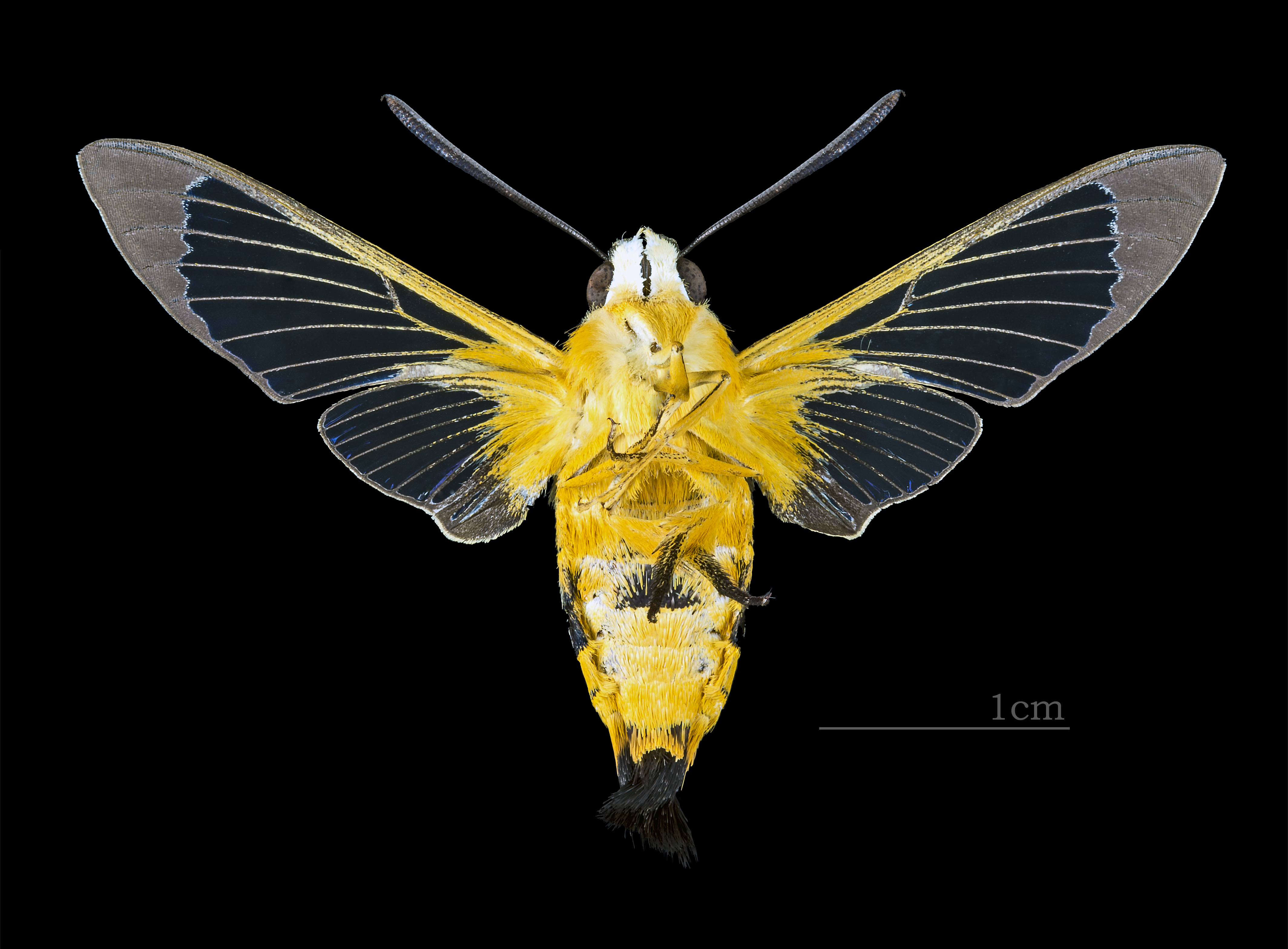
♀ △